# 纪君祥
纪君祥（？年—？年），元代戏曲作家，大都（北京）人。一作纪天祥，生卒年不详。著有杂剧6种，现仅存1种：《赵氏孤儿冤报冤》，一作《赵氏孤儿大报仇》，简称《赵氏孤儿》。另《陈文图悟道松阴梦》1剧，仅存曲词1折。